# Massimilian Porcello
Massimilian Porcello (Bückeburg, 23 giugno 1980) è un ex calciatore tedesco di origini italiane, di ruolo centrocampista.

## Caratteristiche tecniche
Giocava nel ruolo di centrocampista laterale e il suo piede preferito era il destro.

## Carriera
Ha cominciato la carriera da professionista nell'Arminia Bielefeld, che lo ha prelevato dalle giovanili del Paderborn nel luglio 2000. Con la squadra di Bielefeld ha disputato 109 incontri e segnato 12 reti, guadagnando due promozioni in Bundesliga.
Nel 2006 è stato acquistato dal Karlsruher, militante nella seconda divisione tedesca, e nel 2007 ha guadagnato la promozione nella massima serie.
Per la stagione 2010-2011 ha firmato un contatto con il Osnabrück, partecipante al campionato di terza serie.
Si ritira dal professionismo nel luglio 2013.